# 花木路駅
座標: 北緯31度12分44秒 東経121度33分31秒 / 北緯31.21222度 東経121.55861度
花木路駅（かぼくろ-えき）は中華人民共和国上海市浦東新区に位置する上海地下鉄7号線の駅である。

## 駅構造
- 島式ホーム1面2線を有する地下駅。ホームドア設置駅。

## 駅周辺
- 上海新国際博覧中心三号門

## 歴史

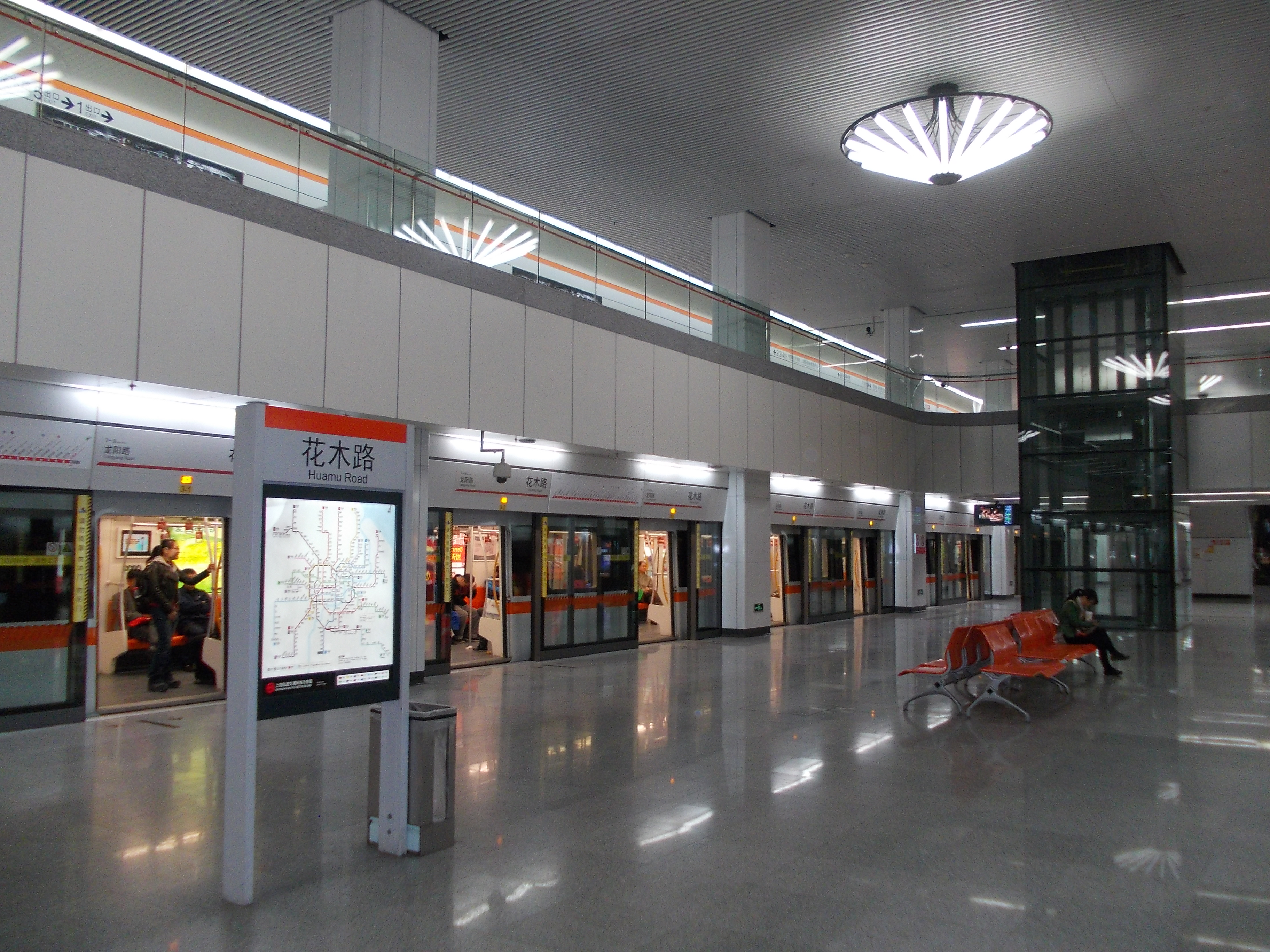
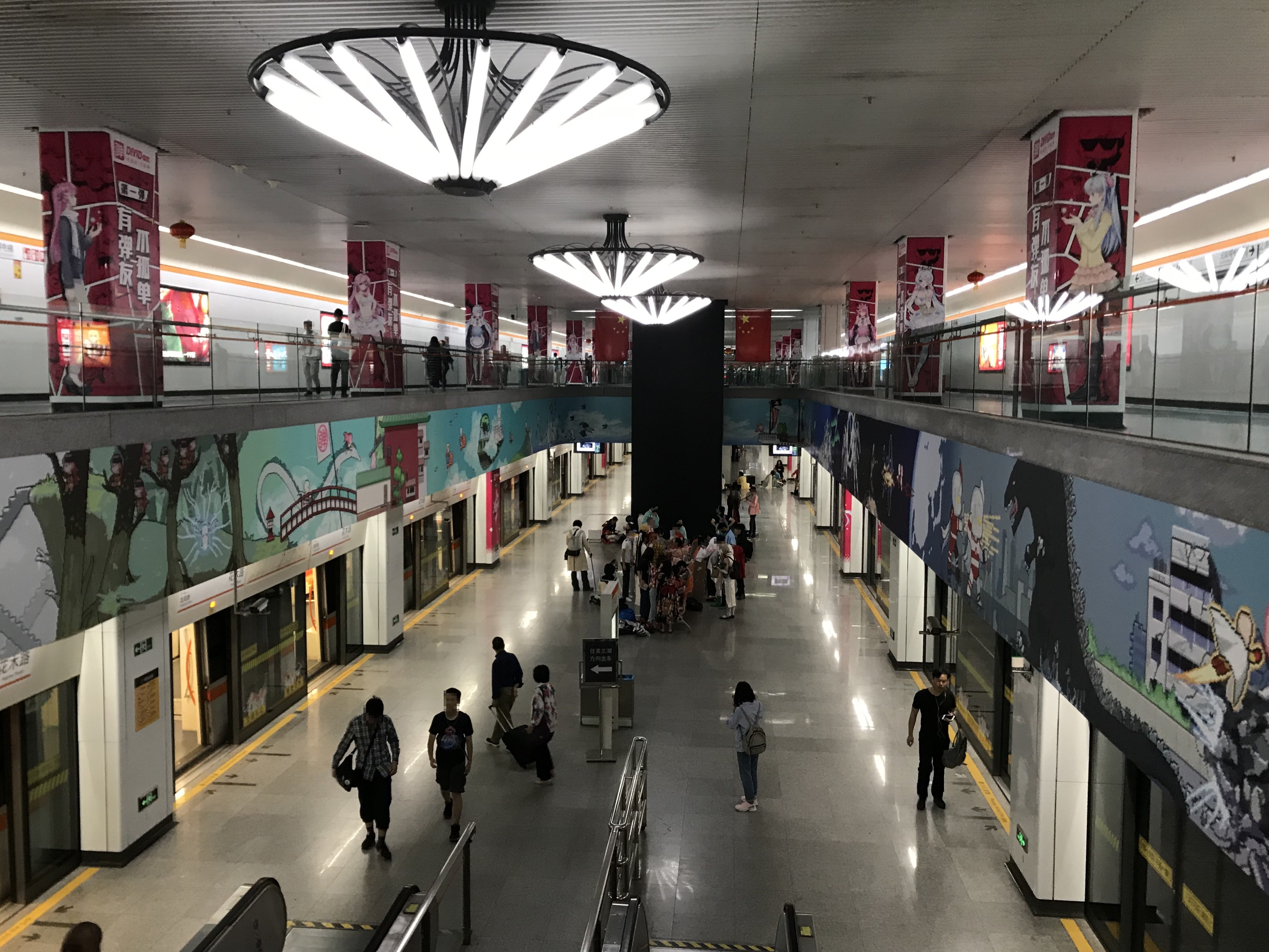
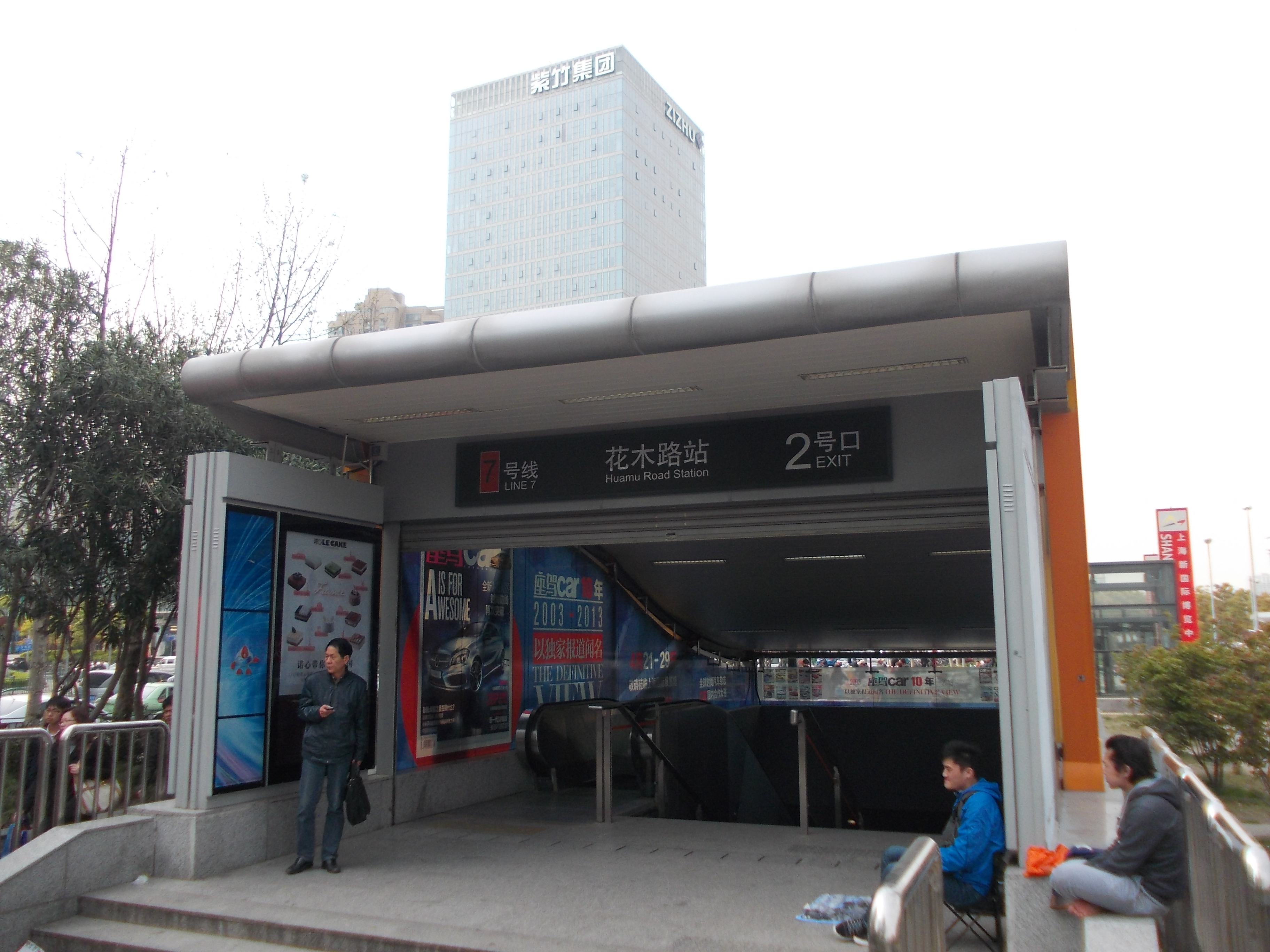

- 2009年12月5日 - 開業。

## 隣の駅
上海地下鉄
■7号線
龍陽路駅 - 花木路駅